# Hikaru Midorikawa
Hikaru Midorikawa (緑川 光?, Midorikawa Hikaru; Ōtawara, 2 maggio 1968) è un doppiatore giapponese, rappresentato dalla Aoni Production. 
È principalmente conosciuto per i ruoli di Kaede Rukawa in Slam Dunk, Seijūrō Ginga in Sailor Moon R, Zelgadis Greywords in Slayers, Seto Kaiba in Yu-Gi-Oh!, Tamahome in Fushigi yûgi, Heero Yui in Mobile Suit Gundam Wing, o i più recenti Seiran Shi in Saiunkoku Monogatari, Ryuho in s-CRY-ed e in quelli di molti videogiochi tra cui Marth in Fire Emblem e Zero Lancer in Fate/unlimited codes.

## Ruoli interpretati

### Serie televisive
- Air Gear (Kaito Wanijima)
- Air Master (Koji Ogata)
- Akuma-kun (Mummy)
- Alice SOS (Devil boss)
- Angel Links (Kosei Hida)
- Aoki Densetsu Shoot! (Toshihiko Tanaka)
- Area 88 (Satoru Kanzaki)
- Atashin'chi (Iwaki)
- Ayakashi: Samurai Horror Tales (Zushonosuke Himekawa)
- Battle Spirits - Sword Eyes (Yaiba Byakuyaō)
- Be-Bop High School (Murai)
- Beet the Vandel Buster (Zenon)
- Beet the Vandel Buster Excellion (Zenon)
- Black Clover (Zora Ideale)
- Bleach (Makoto Kifune)
- Bobobo-bo Bo-bobo (Softon)
- The Brave Fighter of Legend Da-Garn (others)
- Brigadoon: Marin & Melan (Makoto Alo, Ruru)
- Clannad (Yusuke Yoshino)
- Clannad After Story (Yusuke Yoshino)
- Code Geass: Lelouch of the Rebellion R2 (Li Xingke)
- Cowboy Bebop (Lin, Shin)
- Dai - La grande avventura (Apollo, Derorin)
- Demonbane (Master Therion)
- Detective Conan (Tōya Aikawa, ep. 184; Otoya Kawatake, ep. 452; Scotch)
- Detective School Q (Sir Anubis)
- Diabolik Lovers (Ayato Sakamaki)
- Digimon Frontier (Angemon)
- Dragon Ball Z (Androide #16, Paikuhan, Gassyu, battitore (ep. 10), soldato 2 (ep. 72))
- Dragon Ball Kai (Tenshinhan, Androide #16)
- Dragon Ball Super (Tenshinhan, Mojito)
- Fairy Tail (Vidaldus)
- Fate/Zero (Lancer/Diarmuid Ua Duibhne)
- Final Fantasy: Unlimited (Clear)
- Flame of Recca (Tokiya Mikagami)
- Fushigi yûgi ([Tamahome)
- Future GPX Cyber Formula (Naoki Shinjyo)
- GeGeGe no Kitaro (Kurokarasu)
- Ghost Sweeper Mikami (studente)
- Gin Tama (Minamito Sui, Ketsuno Seimei)
- Godannar (Knight Valentine)
- Gravion (Raven)
- Gravion Zwei (Raven)
- Great Teacher Onizuka (Yoshito Kikuchi)
- Hakushaku to yōsei (Edgar J. C. Ashenbert)
- HeartCatch Pretty Cure! - Dune
- Juni Taisen: Zodiac War (Yoshimi Sōma/Ūma)
- Kakyūsei 2 (Rōma Oriya)
- Katanagatari (Hakuhei Sabi)
- Keroro (R Grey, ep. 11)
- Kindaichi Case Files (Onodera Masayuki, ep. 43-46)
- Kirepapa (Chisato Takatsukasa)
- Kyo Kara Maoh! (Densham von Karbelnikoff)
- Lost Universe (Raily Claymore)
- Love Get Chu: Miracle Seiyū Hakusho (Minato Ichinose)
- Magical Girl Lyrical Nanoha (Kyōya Takamachi)
- Magical Girl Lyrical Nanoha A's (Kyōya Takamachi)
- Majestic Prince (Principe Jiart)
- Marmalade Boy (Michael)
- Mobile Fighter G Gundam (guy B, ep. 2; izoku B)
- Mobile Suit Gundam Wing (Heero Yui)
- Mobile Suit Victory Gundam (Lee Ron)
- Mononoke (Man in Fox Mask)
- Mooretsu Atarou (others)
- Nangoku Shōnen Papuwa-kun (Shintaro)
- Naruto (Arashi Fuma)
- Naruto: Shippuden (Minato Namikaze, ep. 119-120)
- Ninku (Genbu)
- Outlaw Star (Tobigera)
- Persona: Trinity Soul (Akihiko Sanada)
- Pokémon (Daisuke, ep. 11; Komu, ep. 75)
- PPG Z - Superchicche alla riscossa (Piano Monster)
- Rainbow Samurai (young Zuizan Takechi)
- Ranma ½ (Kengyu)
- Record of Ragnarok (Thor)
- s-CRY-ed (Ryuho)
- Saber Marionette J (Gelhardt von Faust)
- Saber Marionette J to X (Gelhardt von Faust)
- Sailor Moon R (Seijūrō Ginga)
- Saint Beast (Houou no Luka)
- Saint Beast: Kouin Jojishi Tenshi Tan (Houou no Luka)
- Saint Seiya Ω (Koga)
- Samurai Deeper Kyo (Migeira)
- Shaman King (Silva)
- Slam Dunk (Kaede Rukawa)
- Slayers (Zelgadis Greywords)
- Slayers Next (Zelgadis Greywords)
- Slayers Try (Zelgadis Greywords)
- Slayers Revolution (Zelgadis Greywords)
- Slayers Evolution-R (Zelgadis Greywords)
- SSSS.Gridman (Gridman)
- Star Ocean EX (Allen)
- Starry Sky (Tomoe Yoh)
- The Story of Saiunkoku (Seiran Si)
- The Story of Saiunkoku Second Series (Seiran Si)
- Sukisho (Sora Hashiba)
- Super Bikkuriman (Rojin Hood)
- Super Robot Wars Original Generation: Divine Wars (Masaki Andoh)
- Tenchi muyō! GXP (Misao Kuramitsu)
- The Brave Express Might Gaine (Joe Rival)
- The Galaxy Railways (David Young, Mamoru Yuuki)
- The Galaxy Railways: Crossroads to Eternity (David Young, Mamoru Yuuki)
- The SoulTaker (Bud Isaac, ep. 11)
- Tokyo Mew Mew (Keiichiro Akasaka)
- Togainu no chi (Shiki)
- Tsuki wa Higashi ni Hi wa Nishi ni: Operation Sanctuary ([Naoki Kuzumi)
- Uta no Prince-sama: Maji Love 2000% (Ēichi Ōtori)
- Utena la fillette révolutionnaire (Souji Mikage)
- Valkyria Chronicles (Crown Prince)
- Waccha PriMagi! (Achihiko Omega)
- Weiß Kreuz (Schuldig)
- Weiß Kreuz Glühen (Schuldig)
- Wild 7 Another (Hiba)
- Xenosaga: The Animation (Wilhelm)
- Yakitate!! Japan (Shizuto Narumi)
- Yokoyama Mitsuteru Sangokushi (Emperor Xian of Han)
- Yu-Gi-Oh! (Seto Kaiba)
- Yumeiro Pâtissière (Padre di Hanabusa)
- Zatch Bell! (Dufort)

### OAV
- 10 Tokyo Warriors (Jutto)
- 3x3 occhi (Hide-san)
- After School in Teacher's Lounge (Kawase Mitsurō)
- Angel's Feather (Kai Misonou)
- Armored Dragon Legend Villgust (Yūta)
- Be-Bop High School: Koukousei Gokuraku Densetsu (Murai)
- Blue Butterfly Fish (Muraoka)
- Bounty Dog (Kei Mimura)
- The Cockpit: Sonic Boom Squadron (Ensign Nogami)
- Comedy (The Black Swordsman)
- Demonbane (Master Therion)
- Earthian (Messiah)
- End of the World (Queen, others)
- Fire Emblem: Monshō no Nazo (Marth)
- Fushigi yûgi - Il gioco misterioso (Tamahome/Taka Sukunami)
- Fushigi yûgi 2 - Il gioco misterioso (Tamahome/Taka Sukunami)
- Fushigi yūgi - Eikōden (Tamahome/Taka Sukunami)
- Future GPX Cyber Formula 11 (Naoki Shinjyo)
- Future GPX Cyber Formula ZERO (Naoki Shinjyo)
- Future GPX Cyber Formula EARLY DAYS RENEWAL (Naoki Shinjyo)
- Future GPX Cyber Formula SAGA (Naoki Shinjyo)
- Future GPX Cyber Formula SIN (Naoki Shinjyo)
- The Galaxy Railways: A Letter from the Abandoned Planet (David Young)
- Gestalt (Shazan)
- Gundam Evolve (Heero Yui)
- Gundam Wing: Endless Waltz (Heero Yui)
- Hyper Speed GranDoll (Freedsharlf)
- Gundam Wing: Operation Meteor (Heero Yui)
- Here is Greenwood (Tochizawa)
- Kirepapa (Chisato Takatsukasa)
- Kōryū Densetsu Villgust (Youta)
- Legend of Crystania (Reydon)
- Legend of the Galactic Heroes: Golden Wings (Reinhard von Musel)
- Makeruna! Makendo (Chew Karn)
- Maple Colors (Saku Yoshijiro)
- MAPS (Gen Tokishima)
- Marriage (Togo Arai)
- Mashin Hero Wataru: Warinaki Toki no Monogatari (King Yamira)
- Memories Off (Tomoya Mikami)
- Papa to Kiss in the Dark (Mira Munakata)
- Ruin Explorers (Lyle)
- Saber Marionette J Again (Gelhardt von Faust)
- Saber Marionette R (Star Face)
- Saint Beast: Ikusen no Hiru to Yoru Hen (Houou no Luka)
- Slayers Special (Zelgadis Greywords)
- Slayers Excellent (Zelgadis Greywords)
- Slow Step (Yoshio Somei)
- Sotsugyou M: Oretachi no Carnival (Togo Arai)
- Sukisho - Let's Go to the Onsen! (Sora Hashiba)
- Super Robot Wars Original Generation: The Animation (Masaki Andoh)
- Chi ha bisogno di Tenchi? Final Confrontations (Misao Kuramitsu)
- Chi ha bisogno di Tenchi? 3 (Misao Kuramitsu)
- The Tyrant Falls in Love (Souichi Tatsumi)
- Tokyo Revelation (Kojirō Sōma)
- Triangle Heart 3 〜sweet songs forever〜 (Kyōya Takamachi)
- Vampire Wars (Bellboy)
- Vie Durant ONA (Ei)
- Voltage Fighter Gowcaizer (Kash Gyustan/Hellstinger)
- Weiß Kreuz (Schuldig)

### Film
- Air (Yukito Kunisaki)
- Animatrix (Kid)
- Aoki Densetsu Shoot! (Toshihiko Tanaka)
- Candy Candy the Movie (Archie)
- Clannad (Yusuke Yoshino)
- Dark Cat (Kondō)
- Digimon Frontier: Island of Lost Digimon (HippoGryphomon)
- The Doraemons: The Great Operation of Springing Insects (Tagame Robot)
- Dragon Ball Z: Il diabolico guerriero degli inferi (Pikkon)
- Dragon Ball Z: La sfida dei guerrieri invincibili (Soldato B)
- Dragon Quest: Dai no Daibōken Buchiya bure! Shinsei Rokudai Shoguo (Apollo, Bregan)
- Dragon Quest: Dai no Daibōken Tachiagare! Aban no Shito (Mariner B)
- Elementalors (Kagura)
- Le bizzarre avventure di JoJo: Phantom Blood (Dio Brando)
- Kill Bill: The Origin of O-Ren Ishii (Pretty Riki)
- Legend of Crystania (Reydon)
- Lupin III VS Detective Conan (Keith Dan Stinger)
- Mobile Suit Gundam Wing Endless Waltz Special Edition (Heero Yuy)
- Ocean Waves (Tadashi Yamao)
- Utena la fillette révolutionnaire - The Movie: Apocalisse adolescenziale (Souji Mikage)
- La Rose de Versailles (Bernard Châtelet)
- Sailor Moon R: The Movie (Fiore)
- Saint Seiya Heaven Chapter: Overture (Icarus/Tōma)
- Slam Dunk (Kaede Rukawa)
- Slayers Premium (Zelgadis Greywords)
- Voltage Fighter Gowcaizer (Kash Gyustan/Hellstinger)
- Yu-Gi-Oh! (Seto Kaiba)

### Videogiochi
- Advance Guardian Heroes (Enn, Ray, Hyu)
- Ar tonelico II: Melody of Metafalica (Targana)
- Air (Yukito Kunisaki)
- Angel's Feather (Kai Misonou)
- Animamundi: Dark Alchemist (Viscount Mikhail Ramphet)
- Another Century's Episode 2 (Heero Yui)
- Another Century's Episode 3 (Heero Yui)
- Another Century's Episode: R (Masaki Andoh)
- Arknights (Gnosis)
- Battle Arena Toshinden URA (Ripper)
- Battle Arena Toshinden 3 (David)
- BlazBlue: Cross Tag Battle (Akihiko Sanada)
- Burning Rangers (Shou Amabane)
- Cafe Lindbergh (Shinya Ichinose)
- Castlevania: Aria of Sorrow (Soma Cruz)
- Castlevania: Dawn of Sorrow (Soma Cruz)
- Castlevania: Harmony of Despair (Soma Cruz)
- Castlevania: Grimoire of Souls (Soma Cruz)
- Clannad (Yusuke Yoshino)
- Code Name: S.T.E.A.M. (Marth)
- Crimson Gem Saga (Kilian)
- Danganronpa V3: Killing Harmony (Rantaro Amami)
- Daraku Tenshi - The Fallen Angels (Cool)
- Dead or Alive 2 (Ein)
- Dead or Alive 3 (Hayate)
- Dead or Alive 4 (Hayate)
- Dead or Alive: Dimensions (Ein/Hayate)
- Dead or Alive 5 (Hayate)
- Dead or Alive 6 (Hayate)
- Demonbane (Master Therion)
- Disgaea 2: Cursed Memories (Adell)
- Disgaea: Afternoon of Darkness (Adell)
- Disgaea 3: Absence of Justice (Adell)
- Disgaea 4: A Promise Unforgotten (Adell)
- Disgaea D2: A Brighter Darkness (Adell)
- Disgaea 5: Alliance of Vengeance (Adell)
- Disgaea RPG (Adell)
- Disgaea 6: Defiance of Destiny (Adell)
- Disgaea 7: Vows of the Virtueless (Adell)
- Disney: Twisted Wonderland (Lilia Vanrouge)
- Dissidia Final Fantasy (Firion)
- Dissidia 012 Final Fantasy (Firion)
- Dissidia Final Fantasy NT (Firion)
- Dissidia Final Fantasy: Opera Omnia (Firion)
- Double Dragon (Billy Lee)
- Dragalia Lost (Albert, Marth)
- Dragon Ball Z: Super Butōden (Androide #16)
- Dragon Ball Z: Ultimate Battle 22 (Androide #16)
- Dragon Ball Z: Budokai (Androide #16)
- Dragon Ball Z: Budokai 2 (Androide #16)
- Dragon Ball Z: Supersonic Warriors (Androide #16)
- Dragon Ball Z: Budokai 3 (Androide #16)
- Dragon Ball Z: Budokai Tenkaichi (Androide #16)
- Dragon Ball Z: Shin Budokai (Paikuhan)
- Dragon Ball Z: Budokai Tenkaichi 2 (Androide #16, Paikuhan)
- Dragon Ball Z: Shin Budokai 2 (Paikuhan)
- Dragon Ball Z: Budokai Tenkaichi 3 (Androide #16, Paikuhan)
- Dragon Ball Z: Burst Limit (Androide #16)
- Dragon Ball Z: Infinite World (Androide #16, Paikuhan)
- Dragon Ball: Raging Blast (Tenshinhan, Androide #16)
- Dragon Ball Z: Tenkaichi Tag Team (Tenshinhan, Androide #16)
- Dragon Ball: Raging Blast 2 (Tenshinhan, Androide #16, Paikuhan)
- Dragon Ball Z: Ultimate Tenkaichi (Tenshinhan, Androide #16)
- Dragon Ball Z: Battle of Z (Tenshinhan, Androide #16)
- Dragon Ball Xenoverse (Tenshinhan)
- Dragon Ball Xenoverse 2 (Tenshinhan, Androide #16, Paikuhan)
- Dragon Ball FighterZ (Tenshinhan, Androide #16)
- Dragon Ball Legends (Tenshinhan, Androide #16, Paikuhan)
- Dragon Ball Z: Kakarot (Tenshinhan, Androide #16)
- Dragon Ball: Sparking! Zero (Tenshinhan, Androide #16)
- Dragon Quest Heroes: L'albero del mondo e le radici del male (Kiryl)
- Dragon Quest Heroes II (Kiryl)
- Dragon Quest Rivals (Kiryl)
- Dragon Quest Monsters: Il Principe oscuro (Kiryl)
- Dynasty Warriors: Gundam (Heero Yui)
- Dynasty Warriors: Gundam 2 (Heero Yui)
- Dynasty Warriors: Gundam 3 (Heero Yui)
- Echo Night: Beyond (Richard Osmond)
- Etrian Odyssey Untold 2: The Fafnir Knight (Protagonista)
- Evil Zone (Keiya Tenpouin)
- Fate/unlimited codes (Zero Lancer)
- Fate/Grand Order (Lancer/Diarmuid Ua Duibhne, Rider/Red Hare)
- Fire Emblem: Fates (Marth)
- Fire Emblem Heroes (Marth)
- Fire Emblem Warriors (Marth)
- Fire Emblem: Engage (Marth)
- Full Metal Daemon: Muramasa (Ichizo Sorimachi)
- Future GPX Cyber Formula series (Naoki Shinjyo)
- Guilty Gear Xrd -SIGN- (Bedman)
- Guilty Gear Xrd -REVELATOR- (Bedman)
- Hanamachi Monogatari (Shuri)
- Itadaki Street: Dragon Quest and Final Fantasy 30th Anniversary (Kiryl)
- JoJo's Bizarre Adventure: Phantom Blood (Dio Brando)
- Kannagi no Tori (Renjaku)
- Kekkon ~Marriage~ (Togo Arai)
- Kessen III (Akechi Mitsuhide)
- Langrisser V: The End of Legend (Sigma)
- Little Busters! (Kyousuke Natsume)
- Lunar: Eternal Blue (Hiro)
- Lunar 2: Eternal Blue Complete (Hiro)
- Lux-Pain (Ray Platière)
- Mobile Suit Gundam: Giren's Greed, Blood of Zeon (Proto Zero)
- Moujuutsukai to Oujisama (Matheus)
- Namco × Capcom (Judas)
- NeoGeo Battle Coliseum (Yuki)
- Ninja Gaiden II (Alexei)
- Ore no Shita Agake (Ichiya Kurosaki)
- Pangya (Kaz)
- Persona 3 (Akihiko Sanada)
- Persona 4 Arena (Akihiko Sanada)
- Persona 4 Arena Ultimax (Akihiko Sanada)
- Persona Q: Shadow of the Labyrinth (Akihiko Sanada)
- Persona 3: Dancing in Moonlight (Akihiko Sanada)
- Persona Q2: New Cinema Labyrinth (Akihiko Sanada)
- Persona 3 Reload (Akihiko Sanada)
- Phantasy Star Zero (Reve, Humar, Hunewm, Hucast, Ramar, Racast, Fomar, Fonewm)
- Psychic Force 2012 (Might)
- Quartett! (Luka)
- Ranma ½: Battle Renaissance (Tatewaki Kuno)
- Reveal Fantasia: Mariel to Yōsei Monogatari (Niel)
- Samurai Warriors (Akechi Mitsuhide)
- SD Gundam G Generation (Proto Zero, Heero Yui)
- Seikai Houretsuden (Fortune teller)
- Shaman King: Spirit of Shamans (Silva)
- Shin Megami Tensei (Il protagonista; versione SEGA CD)
- Shin Megami Tensei: Digital Devil Saga (Heat)
- Shin Megami Tensei: Digital Devil Saga 2 (Heat, Heat O'Brien)
- Shining Force Neo (Cain, Man in the Mask)
- Shining Wind (Killrain)
- Shinkyoku Sōkai Polyphonica Memories White (Eliphas Blanca Albiona)
- Shōjo Kakumei Utena: Itsuka Kakumeisareru Monogatari (Souji Mikage)
- Skies of Arcadia (Ramirez)
- Slayers Royal (Zelgadis Greywords)
- Slayers Royal 2 (Zelgadis Greywords)
- Slayers Wonderful (Zelgadis Greywords)
- Sorcerous Stabber Orphen (Kiss Royal)
- Starry Sky (Yoh Tomoe)
- Summon Night 2 (Nesty)
- Super Bomberman R (Blue Bomberman)
- Super Dragon Ball Z (Androide #16)
- Super Robot Wars Alpha (Masaki Andoh, Heero Yui)
- Super Robot Wars Alpha Gaiden (Masaki Andoh, Heero Yui)
- Super Robot Wars Alpha 2 (Heero Yui)
- Super Robot Wars Alpha 3 (Heero Yui)
- Super Robot Wars OG: Original Generations (Masaki Andoh)
- Super Robot Wars A Portable (Heero Yui)
- Super Robot Wars Z (Asakim Dowen, Raven)
- Super Robot Wars Z2: Destruction Chapter (Asakim Dowen, Heero Yui)
- Super Robot Wars Z2: Rebirth Chapter (Asakim Dowen, Heero Yui, Li Xingke)
- Super Robot Wars Z3: Hell Chapter (Heero Yui)
- Super Robot Wars Z3: Heaven Chapter (Asakim Dowen, Heero Yui)
- Super Robot Wars V (Joe Rival)
- Super Robot Wars X (Masaki Andoh, Heero Yui, Joe Rival)
- Super Robot Wars T (Masaki Andoh, Joe Rival)
- Super Robot Wars 30 (Masaki Andoh, Principe Jiart, Gridman)
- Super Smash Bros. Melee (Marth)
- Super Smash Bros. Brawl (Marth)
- Super Smash Bros. per Nintendo 3DS e Wii U (Marth)
- Super Smash Bros. Ultimate (Marth)
- Tales of Destiny (Leon Magnus)
- Tales of Destiny 2 (Judas)
- Teikoku Sensenki (Si Eikei)
- The Alchemist Code (Zahar)
- The Legend of Heroes: Trails in the Sky (Lorence Belgar)
- The Legend of Heroes: Trails in the Sky Second Chapter (Loewe/Leonhardt)
- The Legend of Heroes: Trails in the Sky the 3rd (Loewe/Leonhardt)
- The Song of Saya (Fuminori Sakisaka)
- Tobal No. 1 (Chuji Wu)
- Togainu no Chi (Shiki)
- Tokimeki Memorial Girl's Side (Kei Hazuki)
- Tokyo Mirage Sessions ♯FE (Marth)
- Toshinden 4 (Subaru Shinjo)
- Toshinden (videogioco 2009) (Mamoru Fujimi)
- Voltage Fighter Gowcaizer (Kash Gyustan/Hellstinger)
- Warriors: Legends of Troy (Paride)
- WinBack (Jean-Luc Cougar)
- Wonderland Online (Sid)
- World of Final Fantasy: Maxima (Firion)
- Xenogears (Fei Fong Wong)
- Xenosaga Episode III: Also sprach Zarathustra (U-DO)
- Ys vs. Sora no Kiseki: Alternative Saga (Leonhardt)

### Tokusatsu
- Denkou Choujin Gridman (Gridman)
- Mirai Sentai Timeranger (Stalker Detective Abel)
- Kyuukyuu Sentai GoGoFive (Dragon Dark King Salamandes)
- Bakuryuu Sentai Abaranger (TopGaler)
- Mahou Sentai Magiranger (Belbireji the Incubus)
- Kamen Rider Den-O & Kiva: Climax Deka (Negataros)
- Ultraman Zero The Movie: Super Deciding Fight! The Belial Galactic Empire (Mirror Knight)